# Дубровский, Соломон Гамшеевич
Соломон Гамшеевич Дубровский (23 января 1901, Каховка — 05 июля 1944, Кобыльник) — участник установления Советской власти на Украине. Участник Гражданской, Советско-польской и Великой Отечественной войны. Полковник (1943), заместитель командира полка по политической части.
В межвоенный период — историк, кандидат исторических наук, специалист по истории партии и истории Гражданской войны.

## Биография
Родился в 1901 году. По национальности — еврей. С 15-ти лет — рабочий чугунно-литейного завода в Каховке. Член ВКП(б) с июня 1917 года.

### Гражданская война
В 1918 году С.Г. Дубровский создал в Каховке в тылу кайзеровских захватчиков подпольную большевистскую партийную организацию. Через него осуществлялась связь с подпольным комитетом Херсонщины и Одессы. Один из руководителей Каховского партийного комитета и секретарь Ревкома.
В начале 1919 года принимает участие в подготовке восстания против «белых» и в организации партизанских отрядов.
Автор первого обращения к населению г. Каховки от имени Ревкома об установлении Советской власти.
Во время сложной обстановки вооруженной борьбы на Украине и Григорьевского мятежа, принимает личное участие в боях за Каховку и Берислав с превосходящими силами атамана Григорьева. Попал в плен. Затем вместе с другими бойцами был обменян на пленных григорьевцев.
После освобождения из плена вступил в 521 полк 58 стрелковой дивизии. Занимал должность политрука роты, затем - помощника военкома полка и бригады.
Участвовал 400-километровом рейде Южной группы 12 армии по тылам противника с прорывом двойного кольца окружения, соединением с основными силами 12 армии, и последующим выходом к Житомиру и Киеву.
В составе 58, 47 и 45 дивизий Соломон Дубровский участвовал в разгроме войск Деникина и в Советско-польской войне.

### Межвоенный период
В 1923-1927 годах учился в Военно-политической Академии имени В.И. Ленина.
В 1927-1930 годах — начальник агитпропчасти, заместитель начальника политотдела Московской пролетарской дивизии.
С 1930 по 1936 год — преподаватель истории партии, начальник учебного отдела Военно-политических курсов имени Ленина.
В июне 1938 года перешёл на научную работу в Институт истории АН СССР, специализируясь на истории Гражданской войны. Кандидат исторических наук.
Виднейшие историки страны академики А.Н. Панкратова, И.И. Минц и др. в некрологе отмечали: «И на научном поприще С. Г. Дубровский был прежде всего большевиком. Это сказалось в выборе им для своих исследований мало изученных, сложных и актуальных вопросов и в большевистской страстности, которую он вкладывал в свою научную работу».

### Великая Отечественная война
Во время Великой Отечественной войны преподавал основы марксизма-ленинизма в Военной академии химзащиты имени К. Е. Ворошилова.
В конце 1942 года по заданию Комиссии истории Великой Отечественной войны Академии наук СССР, выезжал в одну из дивизий для сбора материала по истории дивизии. В итоге была издана брошюра о героизме советских воинов.
С ноября 1943 года — заместитель командира по политчасти 938 стрелкового полка 306 стрелковой дивизии 43 армии 1 Прибалтийского фронта.
20 декабря 1943 года во время фашистской контратаки в направлении командного пункта около с. Холудня на Витебщине внезапно прорвались вражеские танки (в этом танковом бою погиб советский танкист Анатолий Угловский). Это вызвало замешательство среди связистов и других бойцов. С.Г. Дубровский пресек панику и, при поддержке нескольких автоматчиков и бронебойщиков, под сильным огнем противника организовал оборону и спасение раненых воинов из горящего дома. Фашистские танки отошли.
Из дневника Дубровского: «И вот сегодня я опять в Холудне. Ни одного дома, ни сарая не осталось; только подбитый танк да землянка напоминают об этом месте и происшедшем… Здесь Угловскому воздвигается памятник и у памятника останется танк».
25 июня 1944 года во время операции «Багратион» полк отличился при форсировании реки Западная Двина:

Полк первым форсировал форсировал реку Западная Двина, где тов. Дубровский лично проявил стойкость и организованность, управляя подразделениями при их переправе
В период наступления не редко бывал в боевых порядках подразделений. Ходатайствую о награждении тов. Дубровского Орденом Красного Знамени.— из Наградного листа от 4 июля 1944 года за подписью командира 306 стрелковой дивизии М.И. Кучерявенко
Из дневника С.Г. Дубровского:

"Вчера форсировали Западную Двину... При переправе через Западную Двину, буквально дрались за поплавки, бревна и другие подручные средства, чтобы в числе первых перебраться на тот берег... Немцы бегут в панике, не успевая даже мосты взрывать за собой... Впервые за много месяцев встречаем жителей. Сегодня меня одна старушка поцеловала на радостях... Освобождаем молодых девушек, гонимых в Германию, парней из концлагерей. - Мобилизуйте нас сейчас же, - просят они".
5 июля 1944 умер от ран в госпитале 286-го отдельного медико-санитарного батальона 306 стрелковой дивизии, дислокация госпиталя - м. Кобыльник Мядельского района Белорусской ССР. Был похоронен там же. Позднее останки перенесены в братскую могилу в городе Мядель.
Некролог о смерти С.Г. Дубровского был напечатан в журнале Отделения истории АН СССР «Исторический журнал» за 1944 год за подписями: историков А.Н. Панкратовой, И.И. Минца, А.Л. Сидорова, И.М. Разгона, Б.Д. Грекова, Л.Н. Иванова, командира 306 стрелковой дивизии Героя Советского Союза М.И. Кучерявенко.

## Награды
- Почетная грамота Одесского областного исполнительного комитета (1932 г. в честь 15-й годовщины Великой Октябрьской революции)
- Медаль XX лет Рабоче-Крестьянской Красной Армии (30.04.1938)
- Орден Отечественной войны 1 степени (15.07.1944, посмертно)

## Семья
Жена – Бронер-Дубровская Гита Яковлевна (1900-1971), дочь - Нелли, сын - Феликс.